# ルートヴィッヒ・クヴィデ

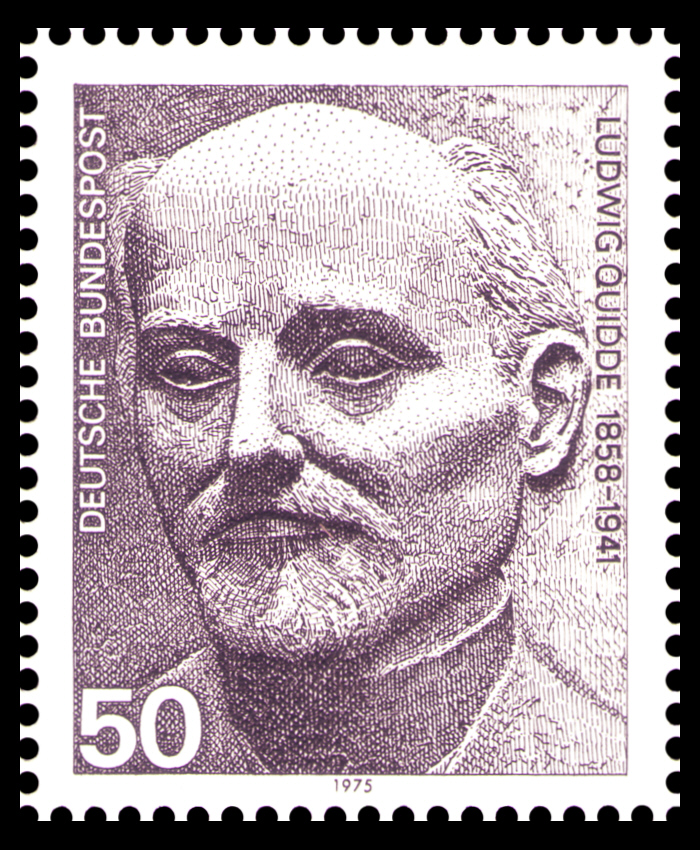
ドイツの切手に描かれたクヴィデの肖像

ルートヴィッヒ・クヴィデ（Ludwig Quidde、1858年3月23日 - 1941年3月4日）は、ドイツの平和主義者。ドイツ帝国の皇帝ヴィルヘルム2世を鋭く批判したことで知られる。クヴィデの長い人生は、ドイツの4つの時代にまたがる。1890年までのオットー・フォン・ビスマルクによるプロイセン王国時代、1888年から1918年のヴィルヘルム2世によるドイツ帝国時代、1918年から1933年のヴァイマル共和政時代、そして1933年からのナチス・ドイツ時代である。1927年に、彼はフランスのフェルディナン・ビュイソンとともにノーベル平和賞を受賞した。

## 生涯
クヴィデはブレーメンの裕福なブルジョワジーの商家に生まれた。歴史書に親しみながら育ち、ドイツ平和協会と国際平和ビューローにも参加した。若い頃からビスマルクの政策に反対していた。1894年に彼はCaligula. Eine Studie über römischen Caesarenwahnsinn（カリグラ、帝国の狂気の研究）というタイトルの17ページのパンフレットを出版した。79もの脚注を含む短いエッセイで、表向きは1世紀頃のローマ帝国に関するものであったが、彼はこの中でカリグラとヴィルヘルム2世を暗示的に対比させ、実際には2人の権力妄想狂を非難した。クヴィデはパンフレットに実名を出そうと思っていたが、これは彼の歴史学者としての経歴を終わらせうるものであったため、いくつかの雑誌はその対比に気づかない振りをして短い書評を掲載した。
第一次世界大戦が終わると、クヴィデはヴェルサイユ条約に反対する組織に加わった。しかし軍国主義者がドイツの軍事力の大幅な制限と巨額の賠償金による差し迫った経済的危機を憂いたのに対して、ウッドロウ・ウィルソンの勝利に期待した平和主義者は、このような危機的な状況が新しい戦争の種になることを指摘した。
アドルフ・ヒトラーが1933年に政権をとると、クヴィデはスイスに避難し最終的にジュネーヴに落ち着いた。彼は終生、楽観論者であり続け、1934年、軍国主義が再び盛り返してきた頃にも、最新の技術が戦争の抑止力になることを信じて、Landfriede und Weltfriedeというエッセイを出版した。
クヴィデは、83歳を迎える1941年にスイスで亡くなった。